# WrestleMania XIV
WrestleMania XIV was een pay-per-viewevenement in het professioneel worstelen dat geproduceerd werd door de World Wrestling Federation. Dit evenement was de 14e editie van WrestleMania en vond plaats in het FleetCenter in Boston op 29 maart 1998. 
De veertiende editie van WrestleMania ging de geschiedenis in als de editie waarin professioneel bokser Mike Tyson een hoofdrol opeiste. Tyson besliste de main event tussen Stone Cold Steve Austin en Shawn Michaels, een wedstrijd waarin gestreden werd voor het WWF Championship. Austin won de wedstrijd, met dank aan Tyson. Dit was tevens de laatste wedstrijd van Shawn Michaels vooraleer hij een rustpauze van vier jaar inlaste om te herstellen van een kwalijke rugblessure, dewelke hij eerder had opgelopen na een wedstrijd tegen The Undertaker tijdens Royal Rumble 1998. Deze blessure dreigde ernstige gevolgen te hebben voor Michaels' lichaam. Michaels zou vier jaar lang niet worstelen, maar was evenwel te zien in diverse andere rollen binnen de WWF.   

## Matchen
| Nr.                                                                          | Match | Winnaar(s)                                 |
| ---------------------------------------------------------------------------- | --- | ------------------------------------------ |
| 1                                                                            | 15-tag team battle royal voor een WWF Tag Team Championship-wedstrijd | L.O.D. 2000 (Hawk & Animal) (met Sunny)    |
| 2                                                                            | Taka Michinoku (c) vs. Aguila in een één-op-één match voor het WWF Light Heavyweight Championship                                                                         | Taka Michinoku (c)                         |
| 3                                                                            | Triple H (met Chyna) vs. Owen Hart in een één-op-één match voor het WWF European Championship                                                                             | Triple H                                   |
| 4                                                                            | Marc Mero & Sable vs. The Artist Formerly Known as Goldust & Luna in een mixed tag team match                                                                             | Marc Mero & Sable                          |
| 5                                                                            | The Rock (c) (met Kama Mustafa, Mark Henry & D'Lo Brown) vs. Ken Shamrock in een één-op-één match voor het WWF Intercontinental Championship                              | The Rock (c); diskwalificatie van Shamrock |
| 6                                                                            | New Age Outlaws (c) (Billy Gunn & Road Dogg) vs. Cactus Jack & Chainsaw Charlie in een Dumpster match voor het WWF Tag Team Championship                                  | Cactus Jack & Chainsaw Charlie (nc)        |
| 7                                                                            | The Undertaker vs. Kane (met Paul Bearer) in een één-op-één match | The Undertaker                             |
| 8                                                                            | Shawn Michaels (c) (met Triple H & Chyna) vs. Stone Cold Steve Austin in een één-op-één match voor het WWF Championship met Mike Tyson (als speciale gast scheidsrechter) | Stone Cold Steve Austin (nc)               |
| (c) huidige kampioen voor en na de match \| (nc) nieuwe kampioen na de match | |                                            |